# 제41회 아카데미상
제41회 아카데미상은 1969년 4월 14일에 열린 시상식이다. LA 도로시 챈들러 파빌리온에서 개최되었다. 시상식은 사회자 없이 진행되었다.

## 후보 및 수상

### 작품상
- 올리버 - 존 울프 수상
- 화니 걸 - 레이 스타크
- 겨울의 라이온 - Martin Poll
- 레이첼 레이첼 - 폴 뉴먼
- 로미오와 줄리엣 - 안소니 하베록-알랜

### 남우주연상
- 찰리 - 클리프 로버트슨 수상
- 키에프의 신화 - 앨런 베이츠
- 마음은 외로운 사냥꾼 - 알란 아킨
- 겨울의 라이온 - 피터 오툴
- 올리버 - 론 무디

### 여우주연상
- 화니 걸 - 바브라 스트라이샌드 수상
- 겨울의 라이온 - 캐서린 헵번 수상
- 맨발의 이사도라 - 바네사 레드그레이브
- 레이첼 레이첼 - 조앤 우드워드
- 서브젝트 워스 로지스 - 패트리시아 닐

### 남우조연상
- 서브젝트 워스 로지스 - 잭 앨버트슨 수상
- 얼굴들 - 세이무어 카셀
- 올리버 - 잭 와일드
- 프로듀서 - 진 와일더
- 스타 - 대니얼 매시

### 여우조연상
- 악마의 씨 - 루스 고든 수상
- 얼굴들 - 린 칼린
- 화니 걸 - 케이 메드포드
- 마음은 외로운 사냥꾼 - 선드라 록
- 레이첼 레이첼 - 에스텔 파르손즈

### 감독상
- 올리버 - 캐럴 리드 수상
- 2001 스페이스 오딧세이 - 스탠리 큐브릭
- 알제리 전투 - 질로 폰테코르보
- 겨울의 라이온 - 안소니 하비
- 로미오와 줄리엣 - 프랑코 제페렐리

### 각본상
- 프로듀서 - 멜 브룩스 수상

### 각색상
- 겨울의 라이온 - 제임스 골드먼 수상

### 촬영상
- 로미오와 줄리엣 - Pasqualino De Santis 수상

### 편집상
- 블리트 - Frank P. Keller 수상

### 미술상
- 올리버 - 존 복스 수상

### 의상상
- 로미오와 줄리엣 - Danilo Donati 수상

### 음악상
- 올리버 - 조니 그린 수상
- 겨울의 라이온 - 존 베리 수상

### 주제가상
- 토마스 크라운 어페어 - 미셀 르그랑 수상

### 음향믹싱상
- 올리버 - Shepperton SSD 수상

### 시각효과상
- 2001 스페이스 오딧세이 - 스탠리 큐브릭 수상

### 외국어영화상
- Vojna i mir III: 1812 god 수상

### 단편애니메이션상
- 곰돌이 푸 2 - 폭풍우 치던 날 - 월트 디즈니 수상

### 단편영화상
- Robert Kennedy Remembered - Charles Guggenheim 수상

### 장편다큐멘터리상
- 저니 인투 셀프 - 빌 맥고우 수상

### 단편다큐멘터리상
- 와이 맨 크리에이트 - 솔 바스 수상

### 공로상
- John Chambers 수상
- Onna White 수상

### 진 허숄트 박애상
- Martha Raye 수상

## 같이 보기
- 제22회 영국 아카데미 영화상
- 제26회 골든 글로브상